# Karolína Muchová

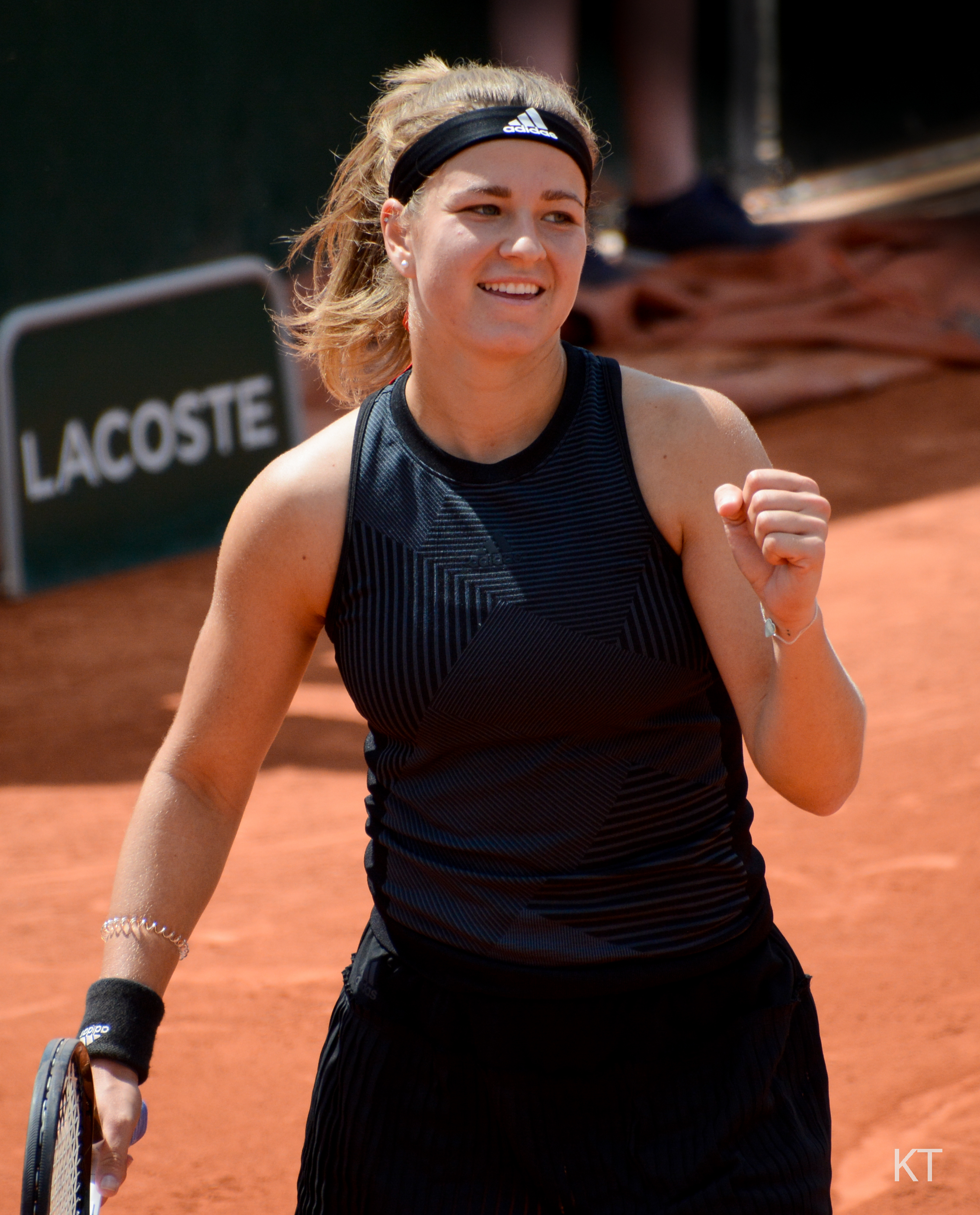
Roland Garros 2019

Karolína Muchová (Olomouc, 21 augustus 1996) is een tennisspeelster uit Tsjechië. Muchová begon op zevenjarige leeftijd met het spelen van tennis. Haar favoriete ondergrond is hardcourt. Zij speelt rechtshandig en heeft een dubbelhandige backhand. Zij is actief in het internationale tennis sinds 2013.

## Loopbaan
In 2017 kwalificeerde Muchová zich voor het eerst voor een WTA-hoofdtoernooi, op het toernooi van Seoel. Zij nam niet alleen aan het enkelspel deel, maar speelde samen met de Nederlandse Richèl Hogenkamp ook in het dubbelspeltoernooi.
In 2018 speelde zij haar eerste grandslampartijen door op het US Open tot de derde ronde te komen.
In mei 2019 kwam zij binnen in de top 100 van de wereldranglijst. Op Wimbledon 2019 bereikte zij de kwartfinale, waarmee zij binnenkwam in de top 50. In september won zij haar eerste WTA-titel, in Seoel, waar zij de Poolse Magda Linette in de finale versloeg met tweemaal 6–1. Op het B-kampioenschap in oktober drong zij door tot de halve finale.
In februari 2021 bereikte Muchová de halve finale op het Australian Open. In april kwam zij binnen in de top 20 van de wereldranglijst.
In 2023 wist Muchová haar eerste finaleplaats te bereiken op een grandslamtoernooi – dit was op Roland Garros. Nadat zij onder andere Maria Sakkari en Aryna Sabalenka had verslagen, stond zij in de finale tegenover Iga Świątek. Ondanks setwinst in de tweede set verloor Muchová met 2–1 van de nummer één van de wereld. De wedstrijd duurde twee uur en drie kwartier. Zij was de eerste die dit toernooi een set won van de Poolse. Door dit resultaat steeg Muchová naar plek 16 op de wereldranglijst. In augustus bereikte zij de finale van het WTA 1000-toernooi van Cincinnati – zij verloor deze van thuisspeelster Cori Gauff. Door dit resultaat haakte Muchová nipt aan bij de mondiale top tien.
Ook op het WTA 1000-toernooi van Peking 2024 verloor Muchová de finale van Gauff.
Haar hoogste notering op de WTA-ranglijst is de 8e plaats, die zij bereikte in september 2023.

### Tennis in teamverband
In de periode 2019–2022 maakte Muchová deel uit van het Landsche Fed Cup-team – zij vergaarde daar een winst/verlies-balans van 3–2.

## Posities op deWTA-ranglijst
Positie per einde seizoen:
| jaar | rang enkelspel | rang dubbelspel |
| ---- | -------------- | --------------- |
| 2014 | 733            | 846             |
| 2015 | 419            | 608             |
| 2016 | 208            | 531             |
| 2017 | 272            | 700             |
| 2018 | 145            | 877             |
| 2019 | 21             | 433             |
| 2020 | 27             | 367             |
| 2021 | 32             | 316             |
| 2022 | 149            | 498             |
| 2023 | 8              | 566             |

## Palmares
| Legenda                 |
| ----------------------- |
| Grandslamtoernooi       |
| Olympische Spelen       |
| Year-End Championships  |
| Premier Mandatory       |
| Premier Five / WTA 1000 |
| Premier / WTA 500       |
| International / WTA 250 |
| Challenger / WTA 125    |

### Overwinningen op een regerend nummer 1
Muchová heeft tot op heden éénmaal een partij tegen een op dat ogenblik heersend leider van de wereldranglijst gewonnen (peildatum 17 februari 2021):
| nr. | datum      | toernooi        | ronde       | tegenstandster | score         |         |
| --- | ---------- | --------------- | ----------- | -------------- | ------------- | ------- |
| 1.  | 2021-02-17 | Australian Open | kwartfinale | Ashleigh Barty | 1-6, 6-3, 6-2 | details |

### WTA-finaleplaatsen enkelspel
| nr.              | finale     | toernooi       | ondergrond | tegenstandster | score         |         |
| ---------------- | ---------- | -------------- | ---------- | -------------- | ------------- | ------- |
| gewonnen finales |            |                |            |                |               |         |
| 1.               | 2019-09-22 | WTA Seoel      | hardcourt  | Magda Linette  | 6-1, 6-1      | details |
| verloren finales |            |                |            |                |               |         |
| 1.               | 2019-05-04 | WTA Praag      | gravel     | Jil Teichmann  | 6-7, 6-3, 4-6 | details |
| 2.               | 2023-06-10 | Roland Garros  | gravel     | Iga Świątek    | 2-6, 7-5, 4-6 | details |
| 3.               | 2023-08-20 | WTA Cincinnati | hardcourt  | Cori Gauff     | 3-6, 4-6      | details |
| 4.               | 2024-07-21 | WTA Palermo    | gravel     | Zheng Qinwen   | 4-6, 6-4, 2-6 | details |
| 5.               | 2024-10-06 | WTA Peking     | hardcourt  | Cori Gauff     | 1-6, 3-6      | details |

### Gewonnen ITF-toernooien enkelspel
| nr. | finale     | toernooi        | dotatie  | ondergrond | tegenstandster in finale | score    |
| --- | ---------- | --------------- | -------- | ---------- | ------------------------ | -------- |
| 1.  | 2014-08-03 | Michalovce      | $ 10.000 | gravel     | Jana Jablonovská         | 6-3, 6-1 |
| 2.  | 2016-03-27 | Sharm-el-Sheikh | $ 10.000 | hardcourt  | Anastasija Komardina     | 6-0, 6-2 |

### Gewonnen ITF-toernooien dubbelspel
| nr. | finale     | toernooi            | dotatie  | ondergrond | partner          | tegenstandsters in finale        | score    |
| --- | ---------- | ------------------- | -------- | ---------- | ---------------- | -------------------------------- | -------- |
| 1.  | 2014-09-21 | Hluboká nad Vltavou | $ 10.000 | gravel     | Jana Jablonovská | Veronika Kolářová Petra Krejsová | 7-6, 7-5 |

## Resultaten grandslamtoernooien
| Legenda | Legenda                          |
| ------- | -------------------------------- |
| g.t.    | geen toernooi gehouden           |
| l.c.    | lagere categorie                 |
| –       | niet deelgenomen                 |
| G       | uitgeschakeld in de groepsfase   |
| 1R      | uitgeschakeld in de eerste ronde |
| 2R      | uitgeschakeld in de tweede ronde |
| 3R      | uitgeschakeld in de derde ronde  |
| 4R      | uitgeschakeld in de vierde ronde |
| KF      | uitgeschakeld in de kwartfinale  |
| HF      | uitgeschakeld in de halve finale |
| F       | de finale verloren               |
| W       | het toernooi gewonnen            |
| w-v     | winst/verlies-balans             |

### Enkelspel
| toernooi        | 2018 | 2019 | 2020 | 2021 | 2022 | 2023 | 2024 |
| --------------- | ---- | ---- | ---- | ---- | ---- | ---- | ---- |
| Australian Open | –    | 1R   | 2R   | HF   | –    | 2R   | –    |
| Roland Garros   | –    | 2R   | 1R   | 3R   | 3R   | F    | –    |
| Wimbledon       | –    | KF   | g.t. | KF   | 1R   | 1R   | 1R   |
| US Open         | 3R   | 3R   | 4R   | 1R   | 1R   | HF   | HF   |

### Vrouwendubbelspel
| toernooi        | 2019 | 2020 |
| --------------- | ---- | ---- |
| Australian Open | –    | 1R   |
| Roland Garros   | 1R   | –    |
| Wimbledon       | –    | g.t. |
| US Open         | 2R   | –    |